# Bandeira de Moscou (cidade)
A Bandeira de Moscou é um dos símbolos oficiais da Cidade Federal de Moscou, uma subdivisão da Federação Russa. Foi adotada em 1 de fevereiro de 1995.

## Descrição
Seu desenho consiste em um retângulo vermelho escuro na proporção largura-comprimento de 2:3. No centro há uma imagem de um elemento básico do brasão de armas de Moscou, neste caso a imagem de São Jorge, montado em um cavalo na cor prata e usando uma armadura e uma capa azul, perfurando um dragão com uma lança na cor ouro. A largura total da imagem deve ser 2/5 do comprimento total da bandeira.
Excetuando-se pelo tamanho e posição da imagem, a bandeira da Cidade de Moscou possui os mesmos elementos da Bandeira do Óblast de Moscou.

## Simbolismo
São Jorge é o padroeiro da Rússia e da cidade de Moscou, além de ser um símbolo tradicional da cidade desde antes o período soviético.